# 亞利桑那州議會大廈
亞利桑那州議會大廈是一棟位於美國亞利桑那州首府鳳凰城的建築物，是亞利桑那州議會與許多州政府機關以前的所在地，現在這棟建築物是一個博物館。當初建造此大廈的本意是為的展現亞利桑那地區成為美國的一州的決心。在經過設計徵選競賽之後由James Reilly Gordon的設計贏得第一，並於1989年開工，在1900年州議會遷入此大廈內直到於1960年般至旁邊的大樓，而州長辦公室也於1974年遷出，並且在經過整修之後，這棟大樓便作為「亞利桑那州議會大廈博物館」至今。

## 外部連結
- 美国历史建筑调查（HABS） No. AZ-112, "Arizona State Capitol Building, 1700 West Washington Street, Phoenix, Maricopa County, AZ", 4 photos, 1 photo caption page
- Virtual Tour of the Capitol Museum and Grounds